# Ricardo Burgos
Ricardo Burgos Spangen (* 4. März 1965) ist ein ehemaliger guatemaltekischer Skilangläufer.

## Karriere
Bruderer trat lediglich bei den Olympischen Winterspielen 1988 in Calgary als Sportler in Erscheinung. Dort belegte er als beste Platzierung den 81. Platz über 15 km.

## Privates
Sein Bruder Dag nahm 1988 ebenfalls als Skilangläufer an den Olympischen Winterspielen teil.

## Erfolge

### Olympische Winterspiele
- Calgary 1988: 81. 15 km, 83. 30 km